# Darjeeling (lingerie)
Pour les articles homonymes, voir Darjeeling.
Darjeeling est une marque-enseigne française de lingerie féminine créée en 1995. C'est une filiale du groupe Chantelle exploitée par la société Delta Lingerie. En 2018, l'enseigne possède 139 boutiques en France.
Darjeeling commercialise des collections de lingerie de jour, de nuit, homewear et bain et également des bas et des collants.

## Histoire
Cette marque a été lancée en France à la fin de l'année 1994 par le groupe Chantelle qui possède alors également les marques Passionata, Orcanta ou Chantal Thomass.